# Spirama carnea
Spirama carnea là một loài bướm đêm trong họ Erebidae.